# 츠노다 유키
츠노다 유키(角田 裕毅, 2000년 5월 11일 ~ )는 일본의 자동차 경주 선수이다. 현재 레드불 레이싱 소속으로 포뮬러 원에 출전하고 있다.
9세부터 카트 레이싱을 시작하였고, 2016년 혼다 포뮬러 드림 프로젝트를 통해 혼다의 지원을 받았으며 그해 주니어 포뮬러를 졸업하고 이듬해인 2017년 JAF 일본 F4 간토 시리즈를 우승했으며 2018년 F4 일본 챔피언십을 우승했다. 2019년 젠저 모터스포츠 소속으로 FIA 포뮬러 3에 진출하였으며 레드불 주니어 팀 선수가 되었다. 2020년 FIA 포뮬러 2 챔피언십에 칼린 모터스포츠 소속으로 데뷔하여 3위를 달성했다.
2021년 혼다 파워트레인을 채택한 스쿠데리아 알파타우리 소속의 피에르 가슬리의 팀메이트로 포뮬러 원에 데뷔하였다. 그해 아부다비 그랑프리에서 커리어 최고 기록인 4위를 달성하였다. 2022년과 2023년 팀 메이트인 닉 드프리스와 다니엘 리카도와 함께 출전하였고 2024년 리브랜딩한 레이싱 불스의 시트를 유지하였으며, 2025년 일본 그랑프리에서 레드불 레이싱으로 콜업되었다.

## 생애
츠노다는 2000년 5월 11일 가나가와현 사가미하라시에서 태어났다. 2017년 4월 와코 고등학교로 전학하기 전까지 LCA 국제 초등학교와 니혼 대학 제3 고등학교를 다녔다. 쓰노다는 2019년 4월 일본체육대학 스포츠경영학부에서 학업을 시작했지만 이후 휴학했고 결국 레이싱 경력에 집중하기 위해 자퇴했다.

## 주니어 레이싱 역사

### 카트
츠노다는 2010년 JAF 주니어 카트 챔피언십에 합류하여 프로 카트 경력을 시작했고, 2013년에는 지역 클래스로, 2014년에는 전국 클래스로 자리를 옮겼다.

### 일본 포뮬러 4
2016년, 츠노다는 혼다의 스즈카 서킷 레이싱 스쿨을 고급 포뮬러 클래스로 졸업하고 혼다 포뮬러 드림 프로젝트의 일원이 되었다. 같은 해 스즈카에서 열린 일회성 이벤트에서 스테키나 레이싱 팀과 함께 F4 일본 챔피언십에 1인승으로 데뷔했다. 첫 번째 레이스에서 2위를 차지하며 첫 포디움을 차지했고 두 번째 레이스에서는 4위를 차지했다.
2017년, 츠노다는 F4 일본 선수권 대회에서 첫 1인승 레이스 풀 시즌을 시작했으며, JAF F4 일본 선수권 대회의 지역 동부 시리즈에도 출전했다. 오카야마에서 그는 첫 레이스에서 우승했다. 쓰노다는 전국 포뮬러 4 챔피언십에서 3위를 차지하며 지역 챔피언십 타이틀을 획득했다. 그는 혼다와 함께 두 대회에 모두 출전했다.
2018년, 츠노다는 2018년 혼다 포뮬러 드림 프로젝트 팀과 함께 일본 F4에서 레이스를 계속했다.츠노다는 모테기에서 열린 마지막 레이스에서 라이벌 테페이 나토리를 14점 차로 제치고 7승을 거두며 우승을 차지했다.

### FIA 포뮬러 3 챔피언십
혼다가 포뮬러 원에서 레드불과 어깨를 나란히 하면서 쓰노다는 혼다 프로그램과 함께 레드불 주니어 팀에도 합류했다.